# 이지바우두 마르칭스 폰세카
이지바우두 마르칭스 폰세카(1962년 4월 13일 ~ 1993년 1월 13일)는 브라질의 축구 선수이다.

## 국가대표 경력
그는 1986년 브라질대표팀에 데뷔했다. 그는 1986년 FIFA 월드컵 대표 선수로 선발되었다. 그는 국제 A매치 3경기에 출전했다.

## 통계
| 브라질 | 브라질 | 브라질 |
| 연도   | 출전   | 골     |
| ------ | ------ | ------ |
| 1986   | 2      | 0      |
| 1987   | 0      | 0      |
| 1988   | 0      | 0      |
| 1989   | 1      | 0      |
| 합계   | 3      | 0      |